# 48 TCN
Năm 48 TCN là một năm trong lịch Julius. 